# Abderrazak Afilal
Abderrazak Afilal Alami Idrissi (arabisch عبد الرزاق أفيلال, DMG ʿAbd ar-Razzāq Afīlāl; geboren um 1923; gestorben am 25. Oktober 2020 in Casablanca) war ein marokkanischer Gewerkschaftsfunktionär und Politiker, der von 1963 bis 2006 Generalsekretär des Gewerkschaftsbundes UGTM (Union générale des travailleurs du Maroc) war.

## Leben
Abderrazak Afilal Alami Idrissi war zunächst seit 1948 als Lehrer tätig. 1955 trat er der von Mahjoub Ben Seddik gegründeten Gewerkschaft Union marocaine du travail (UMT) bei, die er aber 1960 verließ, um mit Hachem Amine, dem früheren Minister für öffentliche Arbeiten M’hamed Douiri sowie dem späteren Minister M’hamed El Khalifa den Gewerkschaftsbund UGTM (Union générale des travailleurs du Maroc) zu gründen. 1956 gründete er zudem mit dem späteren Minister und zweimaligen Parlamentspräsidenten Abdelwahed Radi den Nationalen Studentenverband UNEM (Union nationale des étudiants du Maroc). In den folgenden Jahren war er mehrmals Technischer Berater sowie Mitglied von Delegationen bei internationalen Gewerkschaftskongressen. Er war zwischen 1959 und 1963 Rektor von Schulen in El Jadida, Kenitra, Meknès und Rabat und wurde 1963 als Nachfolger von Hachem Amine Generalsekretär der UGTM. Diese Funktion bekleidete er bis zu seiner Ablösung durch Mohamed Benjelloun Andaloussi 2006. Er war ferner zwischen 1973 und 1980 Vizepräsident des Afrikanischen Gewerkschaftsbundes.
Politisch engagierte sich Afilal in der Partei der Unabhängigkeit PI (Parti de l’Istiqlal) und wurde 1973 Mitglied von deren Exekutivkomitee. Bei der Wahl 1977 wurde er für die PI Mitglied der Repräsentantenversammlung (Chambre des représentants) und gehörte dieser bis 1983 an. Während seiner Parlamentszugehörigkeit war er Vorsitzender der Ausschüsse für Bildung und Ausbildung, für Landwirtschaft und Agrarreformen, für Information, Kultur und islamische Angelegenheiten. Er war zudem von 1977 bis 1992 Präsident der Kommune Aïn Sebaâ. Zuletzt war er zwischen 1981 und 1983 Vorsitzender der Fraktion der Parti de l’Istiqlal. 1990 wurde er Mitglied des Beratenden Komitees für Menschenrechte CCDH (Conseil consultatif des droits de l’homme). Er war von 1997 bis 2002 abermals Präsident der Kommune Aïn Sebaâ.

## Hintergrundliteratur
- Aomar Boum, Thomas K. Park: Historical Dictionary of Morocco, Rowman & Littlefield, 2016, ISBN 1-4422-6297-4, S. 26